# Pentathlon des neiges
Pour les articles homonymes, voir Pentathlon.

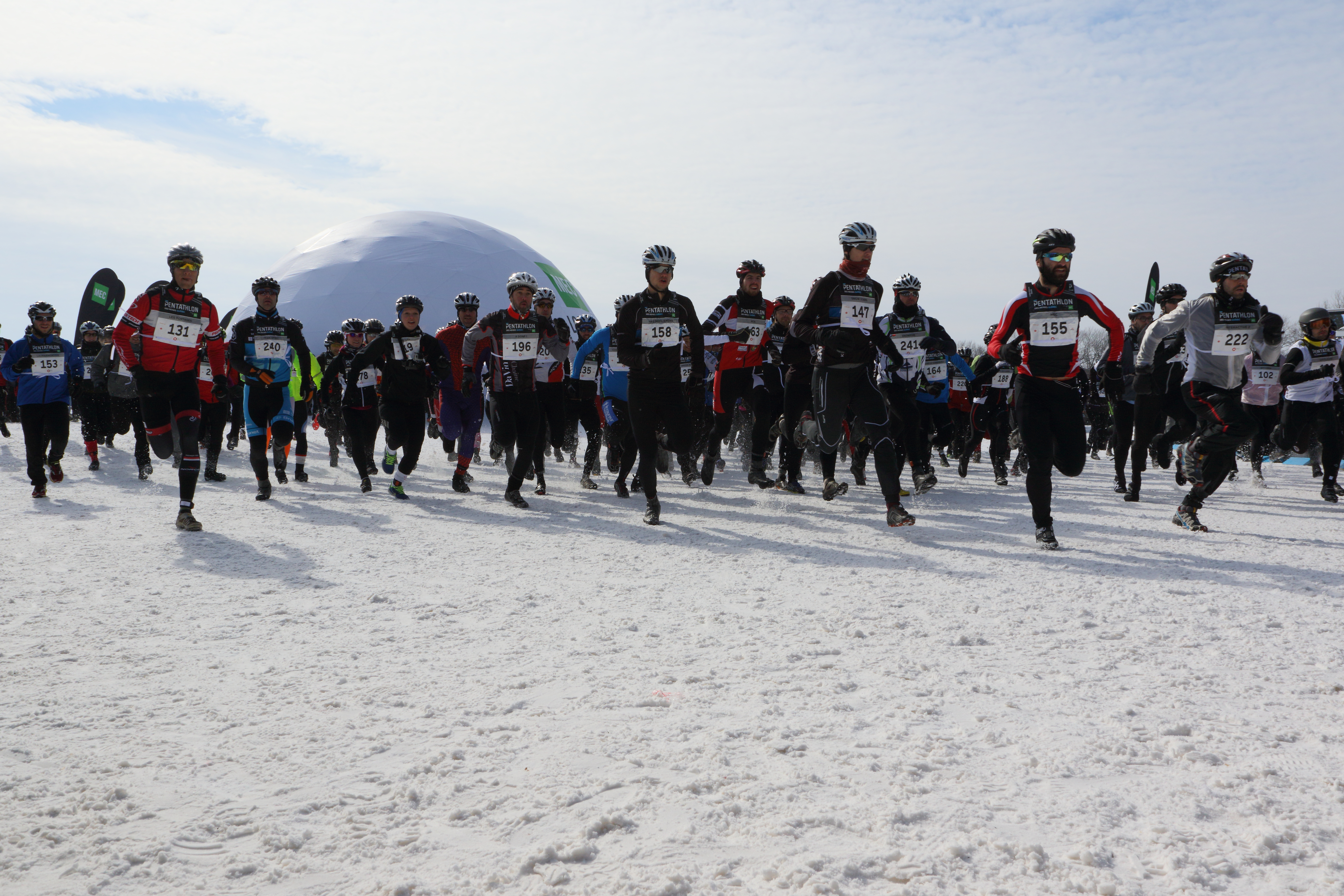
Départ du pentathlon des neiges, édition 2015, Défi longue distance équipe.

Le pentathlon des neiges est une épreuve créée par Jean-Charles Ouellet, au Lac-Beauport, en 2005.
En 2008, dans le cadre des festivités du 400e anniversaire de la Ville de Québec, l'événement a lieu sur les plaines d'Abraham, au centre-ville de Québec, et a réuni plus de 1200 participants. Depuis, l'événement n'a cessé de grandir, regroupant plus de 5400 passionnés de l'hiver en 2015. 
Les 5 épreuves au programme sont : le vélo, la course à pied, le ski de fond, le patin et la raquette. Le Pentathlon se complète en solo (1 personne fait toutes les épreuves), en tandem (2 personnes se séparent les disciplines) ou en équipe de 3 à 5 personnes.  
Le pentathlon des neiges est organisé par l'OBNL Groupe Pentathlon. 
Groupe Pentathlon organise également le Québec ITU Triathlon d'hiver, le premier triathlon hivernal regroupant la raquette, le patin et le ski de fond. L'événement sanctionné par l'Union Internationale de Triathlon (ITU) a été présenté en première mondiale sur les plaines d'Abraham le 8 mars 2014.

## Histoire
En raison de la pandémie de Covid-19, l'édition 2021 est annulée et une alternative virtuelle est mise en place.

## Palmarès solo

### Longue distance
| Année | Hommes                                               | Temps                                                | Femmes                                               | Temps                                                |
| ----- | ---------------------------------------------------- | ---------------------------------------------------- | ---------------------------------------------------- | ---------------------------------------------------- |
| 2005  | ?                                                    | ?                                                    | ?                                                    | ?                                                    |
| 2006  | Raphaël Gagné                                        | ?                                                    | Julie Sanders                                        | ?                                                    |
| 2007  | Raphaël Gagné                                        | 2 h 25 min 39 s                                      | Julia Carbonneau                                     | 3 h 14 min 50 s                                      |
| 2008  | Raphaël Gagné                                        | ?                                                    | Magali Tisseyre                                      | ?                                                    |
| 2009  | Chuck Perreault                                      | 2 h 15 min 24 s                                      | Marie-Pierre Raymond                                 | 2 h 57 min 58 s                                      |
| 2010  | Pascal Bussières                                     | 1 h 51 min 47 s                                      | Marie-Pierre Raymond                                 | 2 h 13 min 55 s                                      |
| 2011  | Chuck Perreault                                      | 2 h 5 min 4 s                                        | Marie-Josée Dufour                                   | 2 h 32 min 0 s                                       |
| 2012  | Joël Bourgeois                                       | 1 h 55 min 32 s                                      | Evelyne Blouin                                       | 2 h 13 min 49 s                                      |
| 2013  | Marc-André Bédard                                    | 1 h 45 min 45 s                                      | Claude Godbout                                       | 2 h 4 min 23 s                                       |
| 2014  | Chuck Perreault                                      | 2 h 2 min 53 s                                       | Véronique Fortin (en)                                | 2 h 14 min 38 s                                      |
| 2015  | Maxime Leboeuf (de)                                  | 1 h 57 min 48 s                                      | Evelyne Blouin                                       | 2 h 17 min 16 s                                      |
| 2016  | Bruno Freudenreich                                   | 2 h 2 min 49 s                                       | Ľubomíra Kalinová                                    | 2 h 33 min 24 s                                      |
| 2017  | Maxime Leboeuf (de)                                  | 1 h 53 min 3 s                                       | Ariane Carrier                                       | 2 h 14 min 29 s                                      |
| 2018  | Maxime Leboeuf (de)                                  | 2 h 1 min 51 s                                       | Catherine Fleury                                     | 2 h 29 min 43 s                                      |
| 2019  | Jean Paquet                                          | 2 h 10 min 5 s                                       | Sarah Bergeron-Larouche                              | 2 h 25 min 33 s                                      |
| 2020  | Christopher Busset                                   | 1 h 58 min 48 s                                      | Sarah Bergeron-Larouche                              | 2 h 26 min 11 s                                      |
| 2021  | Édition annulée en raison de la pandémie de Covid-19 | Édition annulée en raison de la pandémie de Covid-19 | Édition annulée en raison de la pandémie de Covid-19 | Édition annulée en raison de la pandémie de Covid-19 |
| 2022  | Christopher Busset                                   | 2 h 1 min 13 s                                       | Emma Olson                                           | 2 h 35 min 34 s                                      |

### Courte distance
| Année | Hommes                                               | Temps                                                | Femmes                                               | Temps                                                |
| ----- | ---------------------------------------------------- | ---------------------------------------------------- | ---------------------------------------------------- | ---------------------------------------------------- |
| 2010  | Jean-Frédérick Girard                                | 1 h 25 min 5 s                                       | Vanessa Parent                                       | 1 h 36 min 46 s                                      |
| 2011  | Pierre Pilloud                                       | 1 h 34 min 31 s                                      | Isabelle Gagnon                                      | 1 h 43 min 6 s                                       |
| 2012  | Jean-Frédérick Girard                                | 1 h 23 min 27 s                                      | Lyne Olivier                                         | 1 h 46 min 43 s                                      |
| 2013  | Maxime Hébert                                        | 1 h 23 min 33 s                                      | Mireille Rodrigue                                    | 1 h 32 min 48 s                                      |
| 2014  | Jean-Frédérick Girard                                | 1 h 35 min 13 s                                      | Noémie Godin                                         | 1 h 49 min 36 s                                      |
| 2015  | Louis-Philippe Gervais                               | 1 h 33 min 22 s                                      | Naomi Bourgeois                                      | 1 h 43 min 12 s                                      |
| 2016  | Keven Tremblay                                       | 1 h 36 min 55 s                                      | Anaïs Deschênes                                      | 1 h 49 min 19 s                                      |
| 2017  | Keven Tremblay                                       | 1 h 29 min 16 s                                      | Joanne Tourville                                     | 1 h 39 min 54 s                                      |
| 2018  | Keven Tremblay                                       | 1 h 32 min 35 s                                      | Marline Côté                                         | 1 h 51 min 32 s                                      |
| 2019  | Yves Saint-Louis                                     | 1 h 31 min 56 s                                      | Joanne Tourville                                     | 1 h 53 min 53 s                                      |
| 2020  | Stéphane Ricard                                      | 1 h 35 min 51 s                                      | Joanne Tourville                                     | 1 h 52 min 43 s                                      |
| 2021  | Édition annulée en raison de la pandémie de Covid-19 | Édition annulée en raison de la pandémie de Covid-19 | Édition annulée en raison de la pandémie de Covid-19 | Édition annulée en raison de la pandémie de Covid-19 |
| 2022  | Ilrick Duhamel                                       | 1 h 29 min 14 s                                      | Suzanne Harrison                                     | 2 h 2 min 46 s                                       |

## Championnats des Écoles secondaires
Les distances varient à chaque année, donc les temps ne sont pas des références. En 2016, la course a été annulée à la déception générale. 
| Année | Première Équipe de garçons                         | Première Équipe de filles                             |
| ----- | -------------------------------------------------- | ----------------------------------------------------- |
| 2019  | École secondaire La Courvilloise - 1 h 01 min 04 s | École secondaire du Mont Saint-Anne - 1 h 04 min 20 s |
| 2018  | École secondaire Pointe-Levy - 47 min 46 s         | École secondaire du Mont Saint-Anne - 55 min 09 s     |
| 2017  | École secondaire Pointe-Levy - 53 min 58 s         | École secondaire Cardinal-Roy - 1 h 02 min 50 s       |
| 2015  | École secondaire Cardinal-Roy - 54 min 00 s        | École secondaire Rochebelle - 1 h 03 min 31 s         |
| 2014  | École secondaire Cardinal-Roy - 1 h 00 min 11 s    | École secondaire Cardinal-Roy - 1 h 02 min 04 s       |
| 2013  | École secondaire Cardina-Roy - 57 min 22 s         | École secondaire Cardinal-Roy - 1 h 15 min 43 s       |

## Coupe du Monde ITU Pentathlon des Neiges
Cette coupe accueille les meilleurs athlètes au monde avec des bourses de 8 000 $.
| Date | Champion du monde                | Vice-champion du monde               | Médaillé de bronze                   |
| ---- | -------------------------------- | ------------------------------------ | ------------------------------------ |
| 2019 | Maxime Leboeuf - 1 h 08 min 48 s | Peter Mlynar - 1 h 10 min 16 s       | Christopher Busset - 1 h 10 min 50 s |
| 2020 | Maxime Leboeuf - 1 h 07 min 07 s | Christopher Busset - 1 h 08 min 24 s | Olivier Babineau - 1 h 09 min 04 s   |

| Date | Championne du monde            | Vice-championne du monde          | Médaillée de bronze                       |
| ---- | ------------------------------ | --------------------------------- | ----------------------------------------- |
| 2019 | Lovisa Modig - 1 h 20 min 18 s | Maija Oravamaki - 1 h 21 min 56 s | Sarah Bergeron-Larouche - 1 h 25 min 20 s |
| 2020 | Lovisa Modig - 1 h 13 min 25 s | Ariane Carrier - 1 h 18 min 16 s  | Clara Auland - 1 h 18 min 32 s            |